# Tumalo
Tumalo – jednostka osadnicza w Stanach Zjednoczonych, w stanie Oregon, w hrabstwie Deschutes.